# سو گون وو
سو گون وو (کره‌ای: 서건우؛ زادهٔ ۲۰ دسامبر ۲۰۰۳) ورزشکار تکواندو اهل کره جنوبی است. او برای رقابت در بازی‌های بازی‌های المپیک تابستانی ۲۰۲۴ انتخاب شد و نخستین تجربهٔ حضور او در المپیک بود.
وی در مسابقات کشوری و بین‌المللی در مجموع برندهٔ ۲ مدال برنز شده است.